# Liste der Biografien/Meyer, F
Liste der Biografien |
Portal Biografien |
F Personensuche
# |
A |
B |
C |
D |
E |
F |
G |
H |
I |
J |
K |
L |
M |
N |
O |
P |
Q |
R |
S |
T |
U |
V |
W |
X |
Y |
Z |
?
 
Ma |
Mb |
Mc |
Md |
Me |
Mf |
Mg |
Mh |
Mi |
Mj |
Mk |
Ml |
Mm |
Mn |
Mo |
Mp |
Mq |
Mr |
Ms |
Mt |
Mu |
Mv |
Mw |
Mx |
My |
Mz
 
Mea–Mee |
Mef |
Meg |
Meh |
Mei |
Mej |
Mek |
Mel |
Mem |
Men |
Meo |
Mep |
Mer |
Mes |
Met |
Meu |
Mev |
Mew |
Mex |
Mey |
Mez
 
Meyb |
Meyd |
Meye |
Meyf |
Meyg |
Meyh |
Meyi |
Meyj |
Meyk |
Meyl |
Meyn |
Meyo |
Meyp |
Meyr |
Meys |
Meyt |
Meyz
 
Meyen |
Meyer
 
Meyer, A |
Meyer, B |
Meyer, C |
Meyer, D |
Meyer, E |
Meyer, F |
Meyer, G |
Meyer, H |
Meyer, I |
Meyer, J |
Meyer, K |
Meyer, L |
Meyer, M |
Meyer, N |
Meyer, O |
Meyer, P |
Meyer, R |
Meyer, S |
Meyer, T |
Meyer, U |
Meyer, V |
Meyer, W |
Meyer, Y |
Meyer, Z |
Meyerb |
Meyerd |
Meyere |
Meyerf |
Meyerh |
Meyeri |
Meyerl |
Meyerm |
Meyern |
Meyero |
Meyerr |
Meyers
Die Liste der Biografien führt alle Personen auf, die in der deutschsprachigen Wikipedia einen Artikel haben. Dieses ist eine Teilliste mit 71 Einträgen von Personen, deren Namen mit den Buchstaben „Meyer, F“ beginnt.

## Meyer, F

### Meyer, Fa
- Meyer, Fabienne (* 1981), Schweizer Bobsportlerin
- Meyer, Falk (1942–2019), deutscher Baudirektor
- Meyer, Fanny (1842–1909), deutsche Landschaftsmalerin
- Meyer, Fanny (1905–1943), deutsche Puppenspielerin

### Meyer, Fe
- Meyer, Felix (1653–1713), Schweizer Landschaftsmaler
- Meyer, Felix (1847–1914), deutscher Geiger
- Meyer, Felix (1875–1950), deutscher Unternehmer und Erfinder
- Meyer, Felix (* 1975), deutscher Sänger und SongschreiberFelix Meyer (* 1975)

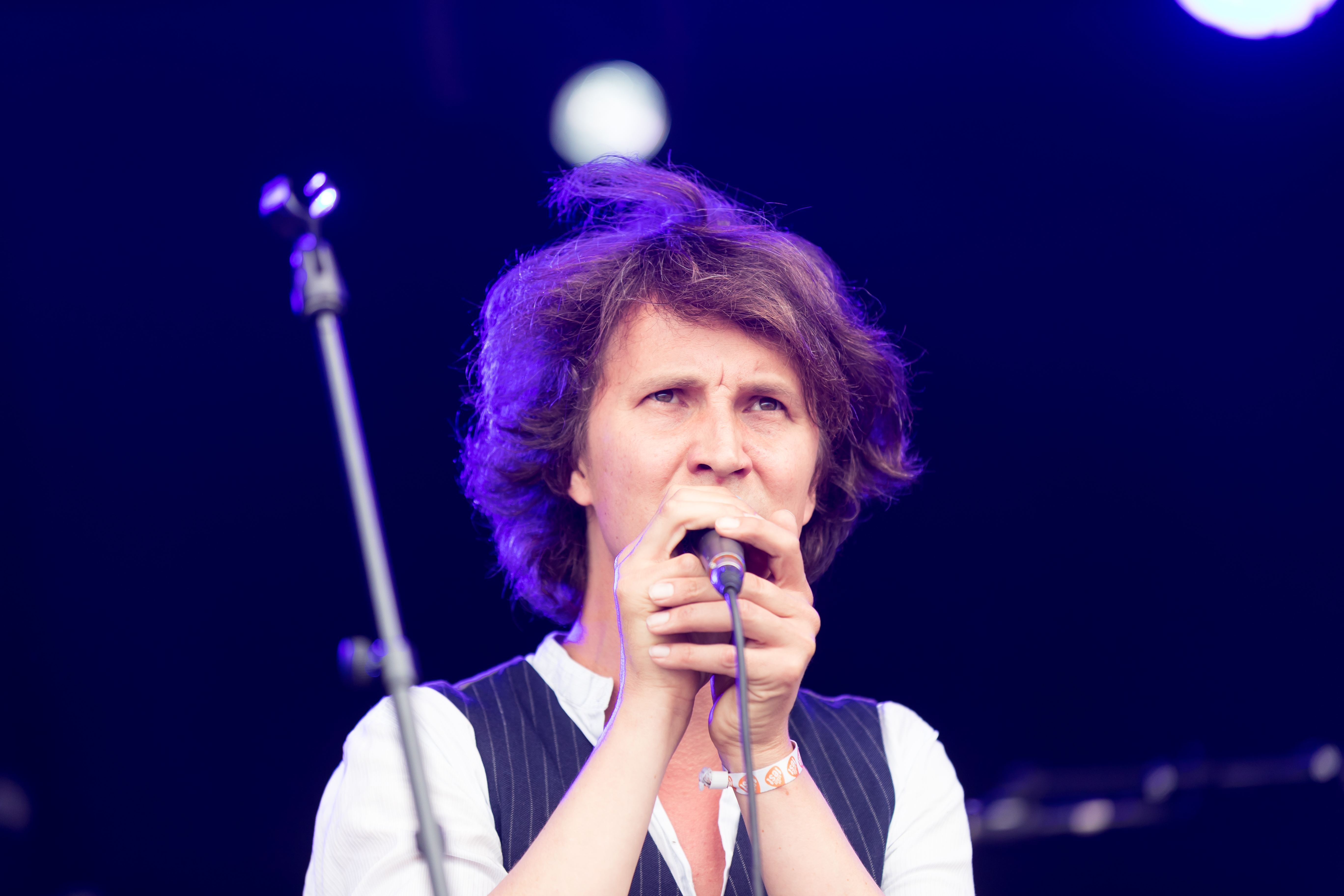
Felix Meyer (* 1975)

- Meyer, Felix (* 2002), deutscher Fußballspieler
- Meyer, Ferdinand (1799–1840), Schweizer Politiker
- Meyer, Ferdinand (1833–1917), deutscher Genre- und Porträtmaler

### Meyer, Fl
- Meyer, Flemming (* 1951), deutscher Politiker (SSW), MdL
- Meyer, Florence (1911–1962), US-amerikanische Fotografin, Tänzerin und Schauspielerin
- Meyer, Florian (* 1968), deutscher Fußballschiedsrichter
- Meyer, Florian (* 1977), deutscher Kunst- und Antiquitätenhändler sowie -sachverständiger
- Meyer, Florian (* 1987), deutscher Fußballspieler

### Meyer, Fr
- Meyer, Frank (* 1960), deutscher anthroposophischer Gesundheitsautor
- Meyer, Frank (* 1969), deutscher Fernsehmoderator und Journalist
- Meyer, Frank (* 1974), deutscher Politiker (SPD)Frank Meyer (* 1974)

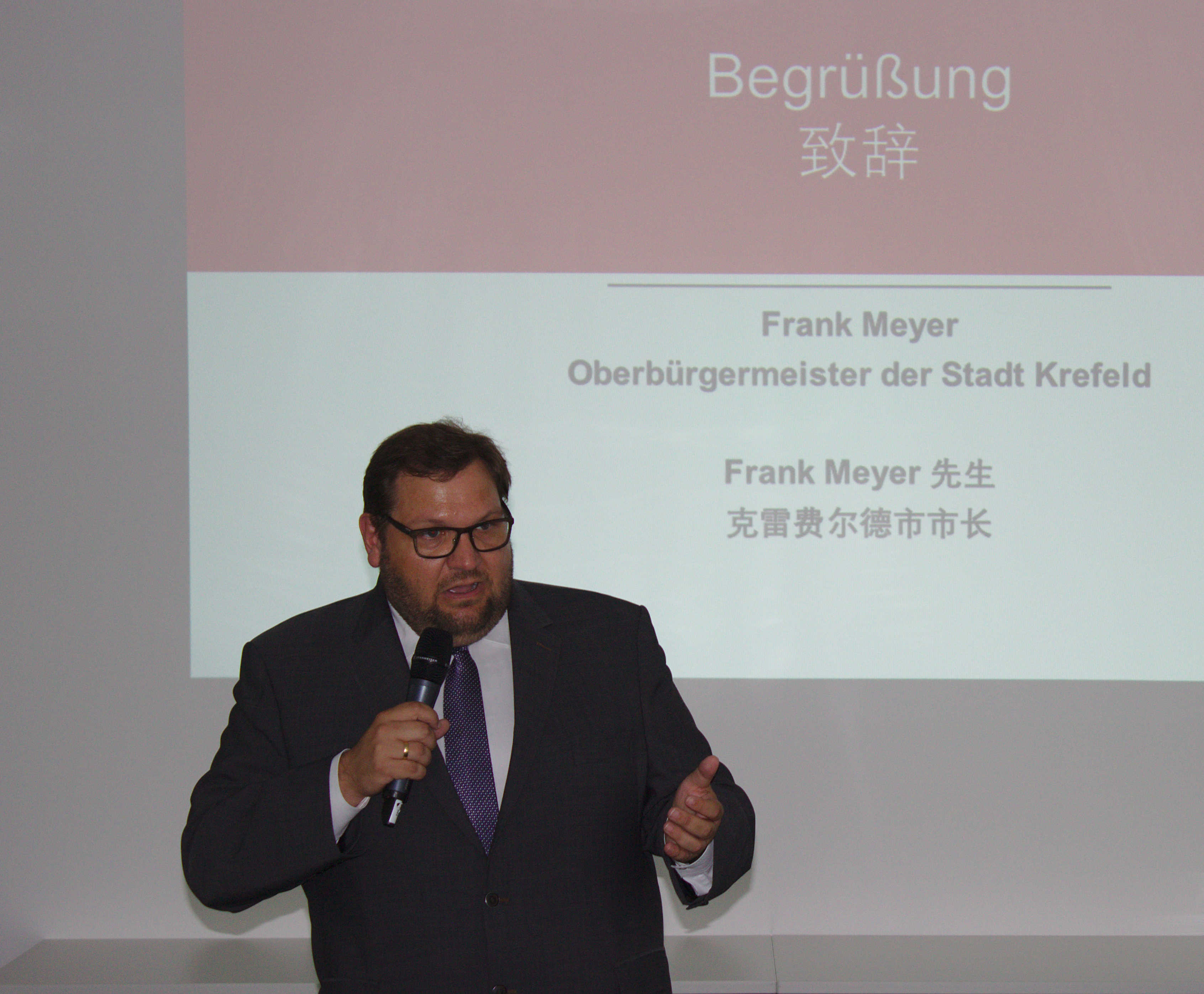
Frank Meyer (* 1974)

- Meyer, Frank (* 1975), deutscher Rechtswissenschafter
- Meyer, Frank A. (* 1944), Schweizer Journalist und Publizist
- Meyer, Frank P. (* 1962), deutscher Schriftsteller
- Meyer, Frank S. (1909–1972), US-amerikanischer politischer Journalist und konservativer Publizist
- Meyer, Franz (1799–1871), deutscher Unternehmer
- Meyer, Franz (1856–1934), deutscher Mathematiker
- Meyer, Franz (1868–1933), Ingenieur und Optik-Konstrukteur
- Meyer, Franz (1882–1945), deutscher Politiker (Zentrum)
- Meyer, Franz (1889–1962), Schweizer Jurist, Unternehmer und Kunstsammler
- Meyer, Franz (1906–1983), deutscher Politiker (SPD)
- Meyer, Franz (1919–2007), Schweizer Kunsthistoriker und Kurator
- Meyer, Franz (* 1953), deutscher Politiker (CSU), MdL
- Meyer, Franz (* 1953), deutscher Historiker und Archivar
- Meyer, Franz Andreas (1837–1901), deutscher Bauingenieur und Baubeamter
- Meyer, Franz Sales (1849–1927), deutscher Buchautor, Dichter, Maler und Hochschullehrer (Ornamentik)
- Meyer, Franz Xaver (1933–2017), österreichischer Dirigent, Pianist, Chorleiter und Musikpädagoge
- Meyer, Franziska (* 1991), deutsche Mountainbikerin
- Meyer, Freddy (* 1981), US-amerikanischer Eishockeyspieler und -trainer
- Meyer, Frederick Brotherton (1847–1929), britischer baptistischer Pastor, Evangelist, Missionar und Autor
- Meyer, Fredrik (1916–1989), norwegischer Segler und Offizier
- Meyer, Fredy (1945–2024), deutscher Historiker
- Meyer, Friedel (1919–2001), deutscher Fußballspieler
- Meyer, Friedel (1929–2007), deutscher Politiker (FDP), MdL
- Meyer, Friedrich (* 1816), deutscher Historien- und Porträtmaler sowie Radierer
- Meyer, Friedrich (1826–1888), deutscher Jurist und Politiker (NLP), MdR
- Meyer, Friedrich (1832–1891), Rektor der Diakonie Neuendettelsau, Pfarrer der Evangelisch-Lutherischen Kirche in Bayern
- Meyer, Friedrich (1840–1911), deutscher Malermeister und Politiker, MdR
- Meyer, Friedrich (1893–1974), Schweizer Industrieller
- Meyer, Friedrich (1910–1975), deutscher Politiker (SPD), MdL
- Meyer, Friedrich (1912–2001), deutscher SS-Hauptsturmführer
- Meyer, Friedrich (1915–1993), deutscher Komponist, Arrangeur und Bandleader
- Meyer, Friedrich Albert (1883–1967), deutscher Journalist, Autor und Stadtarchivar
- Meyer, Friedrich Albrecht Anton (1768–1795), deutscher Mediziner, Schriftsteller und Zoologe
- Meyer, Friedrich August († 1805), deutscher Arzt und Naturforscher
- Meyer, Friedrich Elias der Ältere († 1785), deutscher Bildhauer und Porzellanmodelleur
- Meyer, Friedrich Johann (1814–1882), deutscher Jurist, Bürgermeister, Parlamentarier und Minister des Großherzogtums Mecklenburg-Schwerin
- Meyer, Friedrich Johann Lorenz (1760–1844), deutscher Präses des Domkapitels in Hamburg, Unterstützer der französischen Revolution sowie Reise- und Kunstschriftsteller
- Meyer, Friedrich Ludwig Wilhelm (1759–1840), deutscher Jurist, Gelehrter, Bibliothekar, Publizist und Bühnenschriftsteller
- Meyer, Friedrich Marquard (1769–1834), evangelischer Pfarrer in Hagenberg
- Meyer, Friedrich Max (1819–1897), deutscher Kaufmann
- Meyer, Friedrich Siegmund von (1775–1829), deutscher Beamter und Politiker
- Meyer, Friedrich Theodor (1870–1928), deutscher Unternehmer
- Meyer, Friedrich Wilhelm (1695–1774), deutscher Drucker, Verleger und Buchhändler
- Meyer, Friedrich Wilhelm (1777–1826), deutscher Kupferstecher
- Meyer, Friedrich Wilhelm (1797–1879), deutscher Jurist und Politiker
- Meyer, Fritjof (* 1932), deutscher Journalist
- Meyer, Fritz (1881–1953), deutscher Politiker (NSDAP), MdHB, MdR und Hamburger Kaufmann
- Meyer, Fritz (1884–1953), deutscher Verwaltungsjurist und Bezirksoberamtmann
- Meyer, Fritz (1898–1980), deutscher Rechtsanwalt und Kommunalpolitiker
- Meyer, Fritz (1901–1980), deutscher Politiker (DP), MdL
- Meyer, Fritz (1914–1964), Schweizer Schriftsteller
- Meyer, Fritz W. (1907–1980), deutscher Ökonom